# Riccardo Filangieri (militare)
Riccardo Filangieri (1195 circa – tra il 1275 e il 1278) è stato un militare italiano, signore di Pozzuoli, maresciallo e balì del Regno di Gerusalemme.

## Biografia
Nacque intorno al 1195 da Guidone Filangieri, signore di Pozzuoli, e Maria Capecelatro. A partire dal 1224 fu maresciallo dell'imperatore Federico II di Svevia, carica che mantenne fino al 1242. Tra il 1225 e il 1227 affiancò l'imperatore nei suoi spostamenti nell'Italia settentrionale. L'anno successivo, durante la sesta crociata, fu inviato in Terrasanta al comando di 500 cavalieri. Raggiunto l'imperatore, ricevette insieme ad Oddone di Montebaliardo il comando dell'esercito del Regno di Gerusalemme fino al 1229. Nell'agosto del 1231 fece ritorno nel Regno di Gerusalemme per combattere i baroni locali capeggiati da Giovanni di Ibelin. Il 3 maggio 1232 riuscì ad infliggere loro una pesante sconfitta nei pressi di Acri. Il suo operato però provocò ben presto un'opposizione contro l'autorità imperiale. Con la caduta di Tiro, avvenuta nel 1242, Riccardo fu destituito dall'incarico; in più, l'anno seguente fu catturato dai baroni ribelli di Acri, venendo liberato poco dopo. Decise di far così ritorno in patria, ma, giunto in Puglia, fu catturato dagli imperiali ed imprigionato insieme al fratello Enrico. Liberato nel 1244 tramite Raimondo VII di Tolosa, fu costretto ad andare in esilio, divenendo così guelfo e quindi oppositore dell'imperatore. Nel 1252, dopo la morte di Federico, andò a Napoli e qui osteggiò la dinastia sveva di Manfredi di Sicilia prima e di Corrado IV di Svevia dopo. Ma, alla capitolazione della città, dovette tornare in esilio: nel 1253, sotto la protezione di papa Innocenzo IV, riuscì a stabilirsi con la sua famiglia ad Ariccia, all'interno del territorio dello Stato Pontificio. Nell'ottobre del 1254, per l'impegno tenuto nel contrastare gli imperiali, il pontefice gli concesse alcuni feudi. Si stima che Riccardo sia deceduto tra il 1275 e il 1278.

## Ascendenza
|                      |   |   | Genitori |  |  | Nonni |  |  | Bisnonni            |  |  | Trisnonni            |  |
|                      |   |   |          |  |  |       |  |  | Giordano Filangieri |  |  | Guglielmo Filangieri |  |
|                      |   |   |          |  |  |       |  |  | Giordano Filangieri |  |  | Guglielmo Filangieri |  |
|                      |   | ? |          |  |  |       |  |  | Giordano Filangieri |  |  |                      |  |
| Guglielmo Filangieri |   |   |          |  |  |       |  |  | Giordano Filangieri |  |  |                      |  |
|                      |   | ? | ?        |  |  |       |  |  |                     |  |  |                      |  |
|                      |   | ? | ?        |  |  |       |  |  |                     |  |  |                      |  |
|                      |   | ? | ?        |  |  |       |  |  |                     |  |  |                      |  |
| Guidone Filangieri   |   | ? |          |  |  |       |  |  |                     |  |  |                      |  |
|                      |   | ? | ?        |  |  |       |  |  |                     |  |  |                      |  |
|                      |   | ? | ?        |  |  |       |  |  |                     |  |  |                      |  |
|                      |   | ? | ?        |  |  |       |  |  |                     |  |  |                      |  |
| ?                    |   | ? |          |  |  |       |  |  |                     |  |  |                      |  |
|                      |   | ? | ?        |  |  |       |  |  |                     |  |  |                      |  |
|                      |   | ? | ?        |  |  |       |  |  |                     |  |  |                      |  |
|                      |   | ? | ?        |  |  |       |  |  |                     |  |  |                      |  |
| Riccardo Filangieri  |   | ? |          |  |  |       |  |  |                     |  |  |                      |  |
|                      | ? | ? |          |  |  |       |  |  |                     |  |  |                      |  |
|                      | ? | ? |          |  |  |       |  |  |                     |  |  |                      |  |
|                      | ? | ? |          |  |  |       |  |  |                     |  |  |                      |  |
| ?                    | ? |   |          |  |  |       |  |  |                     |  |  |                      |  |
|                      |   | ? | ?        |  |  |       |  |  |                     |  |  |                      |  |
|                      |   | ? | ?        |  |  |       |  |  |                     |  |  |                      |  |
|                      |   | ? | ?        |  |  |       |  |  |                     |  |  |                      |  |
| Maria Capecelatro    |   | ? |          |  |  |       |  |  |                     |  |  |                      |  |
|                      |   | ? | ?        |  |  |       |  |  |                     |  |  |                      |  |
|                      |   | ? | ?        |  |  |       |  |  |                     |  |  |                      |  |
|                      |   | ? | ?        |  |  |       |  |  |                     |  |  |                      |  |
| ?                    |   | ? |          |  |  |       |  |  |                     |  |  |                      |  |
|                      |   | ? | ?        |  |  |       |  |  |                     |  |  |                      |  |
|                      |   | ? | ?        |  |  |       |  |  |                     |  |  |                      |  |
|                      |   | ? | ?        |  |  |       |  |  |                     |  |  |                      |  |
|                      |   | ? |          |  |  |       |  |  |                     |  |  |                      |  |

## Discendenza
Riccardo Filangieri si sposò con Caramanna Caramanno, che gli diede sei figli, Guglielmo, Roberto, Migliore, Giordano, Lottiero ed Alduino, quest'ultimo – tra gli altri – signore di Candida, viceré e giustiziere della Terra di Bari e maestro razionale del Regno di Sicilia, dal quale discese il ramo dei Filangieri di Candida Gonzaga e quello dei conti di Avellino.